# ثورمستون
ثورمستون (به انگلیسی: Thurmaston) یک روستا و محله مدنی در بریتانیا است که در Charnwood واقع شده‌است. ثورمستون ۹٬۶۶۸ نفر جمعیت دارد.